# 法律责任
法律责任（英語：Legal liability）是由特定法律事实所引起的对损害予以补偿、强制履行或接受惩罚的特殊义务，亦即由于违反第一性义务(原權)引起的第二性义务(救濟權)即所做行為應遵守相關法律條文之義務, 若違反便需接受法律懲處。

## 本质
首先，法律责任的本质是居于统治地位的阶级或社会集团运用法律标准对行为给予的否定性评价。这种评价的直接目的在于为法律制裁提供法律上的前提，其根本目的则在于使统治阶级的利益和兴趣在秩序的状态下最大限度地得到实现。
其次，法律责任是自由意志支配下的行为所引起的合乎逻辑的不利法律后果。
在自由意志支配下的行为，如果其内在方面有过错，其外在方面以作为或不作为的方式对其他个人的和社会的正当利益造成了损害，那么，按照法律的逻辑，行为人就必须对此承担责任。
最后，法律责任也是社会为了维护自身的生存条件而强制性地分配给某些社会成员的一种负担。

## 构成
责任主体是法律责任构成的必备条件。法律责任的主体即为法律关系的主体，包括自然人、法人及其它社会组织等。
违法或违约行为是法律责任构成的核心要素。其包括作为与不作为两种情形，其中不作为指行为人在能够履行自己应尽义务的情况下不履行该义务。
主观过错和损害结果则为构成法律责任的非必备要素。其中主观过错包括故意和过失两种情形，而损害结果则包括物质损害与精神损害。